# Sint-Jan de Doperkerk (Mechelen)
De Sint-Jan de Doperkerk is een kerkgebouw in Mechelen in de Nederlands Zuid-Limburgse gemeente Gulpen-Wittem. De kerk met het kerkhof ligt op een kerkheuvel die wordt omgeven door een muur. Aan de westzijde ligt de De Heerenhof.
Het interieur kent antieke delen, zoals een barok altaar, een zestiende-eeuws beeld van Sint-Jan en een rococo preekstoel uit de achttiende eeuw.
Het gebouw is een rijksmonument en is gewijd aan Sint-Jan de Doper.

## Geschiedenis
In 1568 werd de oorspronkelijke middeleeuwse kerk verwoest door brand.
In 1810-1811 is de kerk herbouwd, waarbij het muurwerk van de met rondboogvensters en mergelstenen speklagen herbouwde kerk is hergebruikt. Het schip werd hoger, naar de plannen van Mathias Soiron uit Maastricht.
In 1863-1867 werd het schip in westwaartse richting uitgebreid met onder andere bakstenen pseudotransepten en de huidige toren aan de westzijde. Voor dit gedeelte van het gebouw is een ander soort baksteen gebruikt. De toren heeft twee geledingen en een ingesnoerde naaldspits.
In 1935 kreeg de kerk een nieuwe oostpartij, bestaande uit een nieuw koor met aanbouwen in neoromaanse stijl. Deze oostpartij werd ontworpen door architect Joseph Cuypers en uitgevoerd in kunradersteen. Ook kwam toen de vieringtoren tot stand.

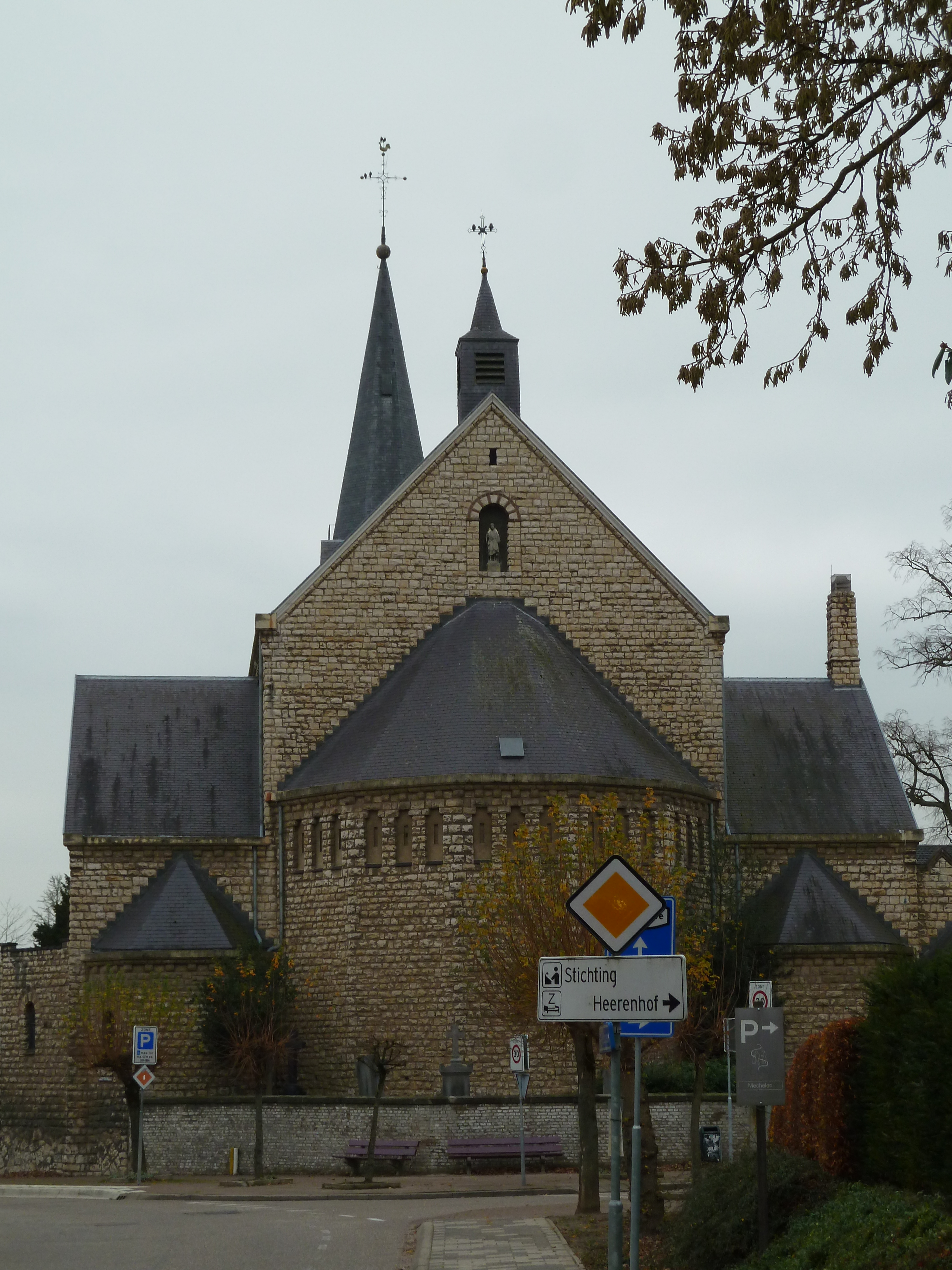
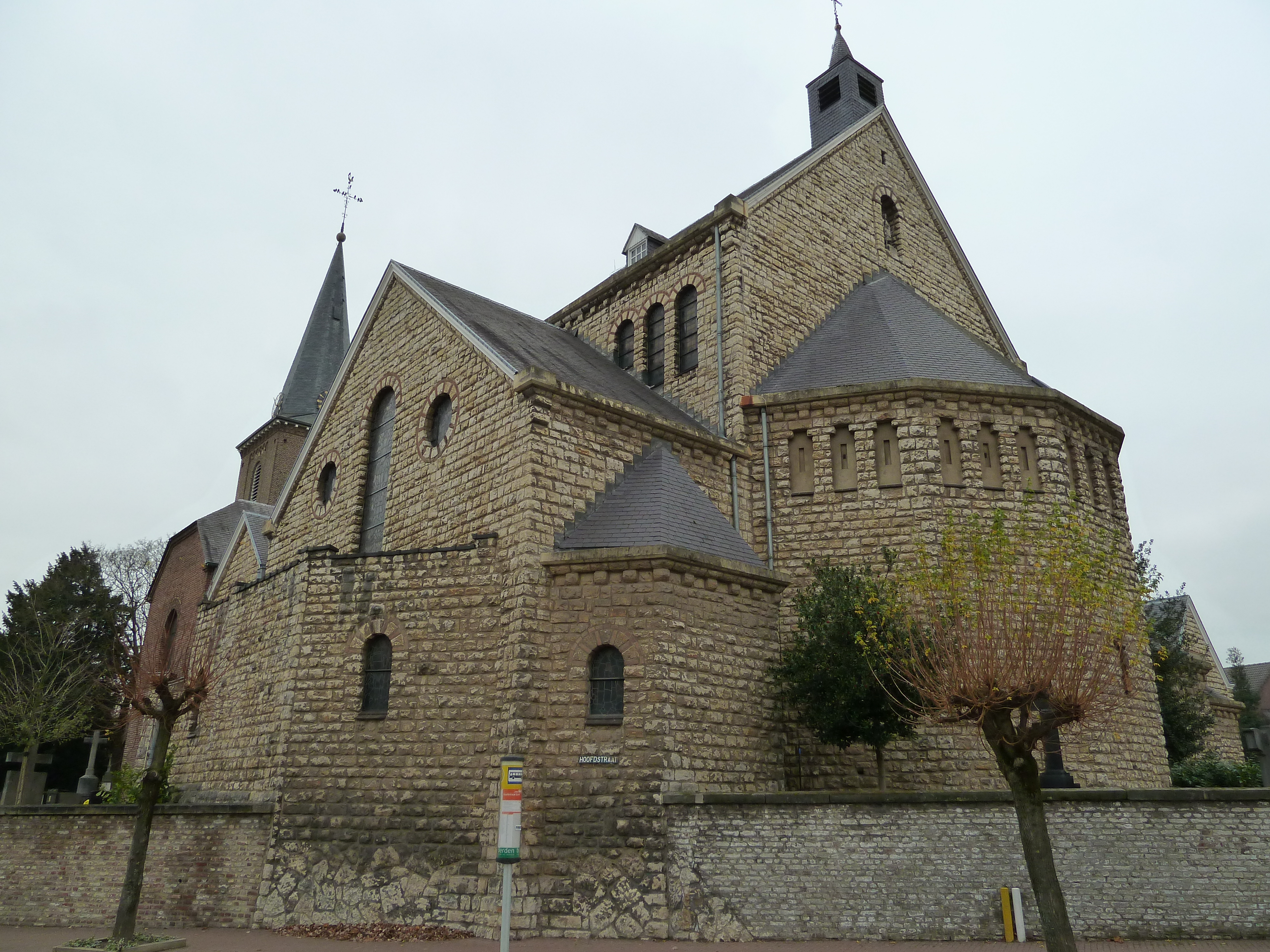
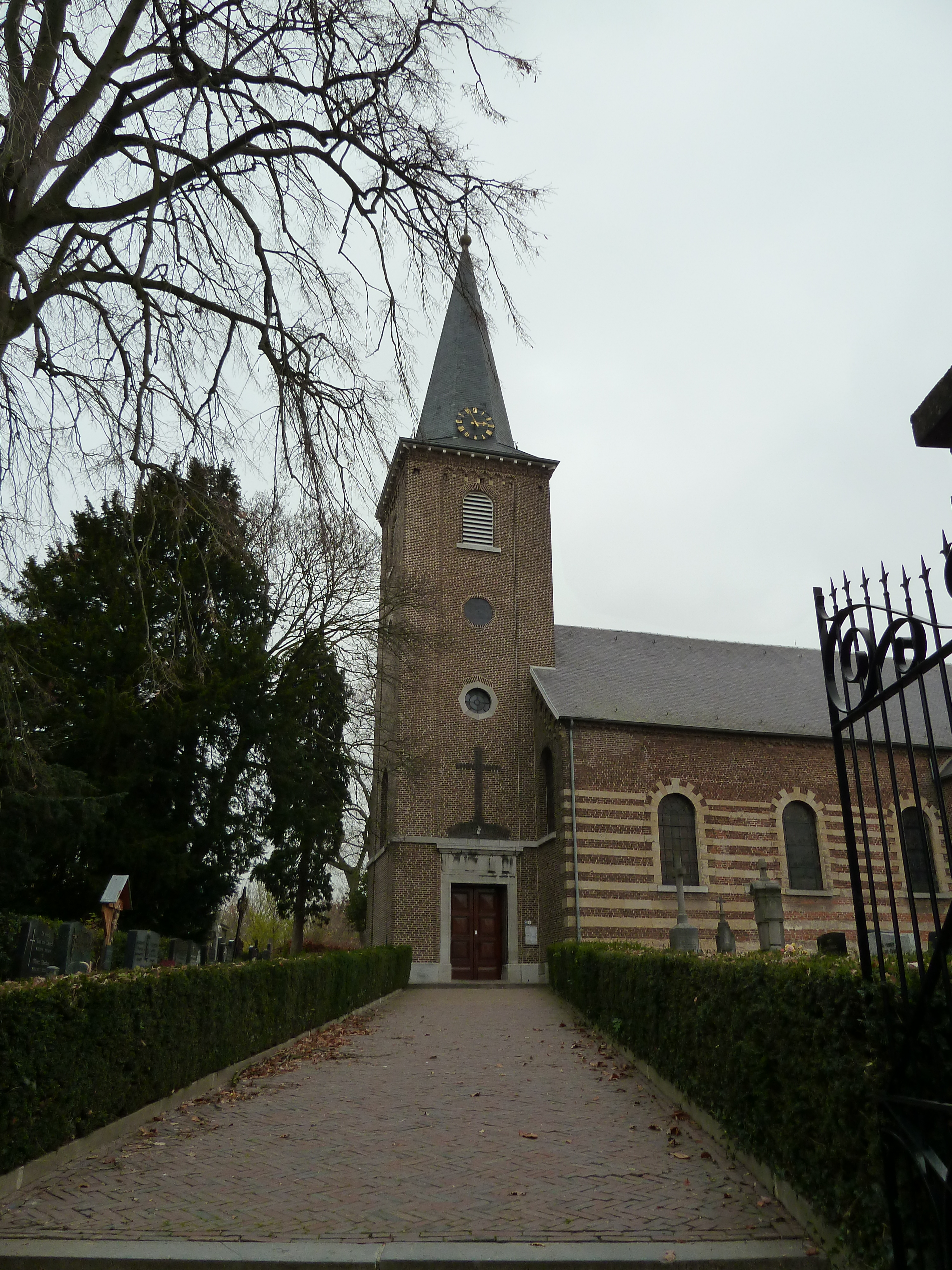
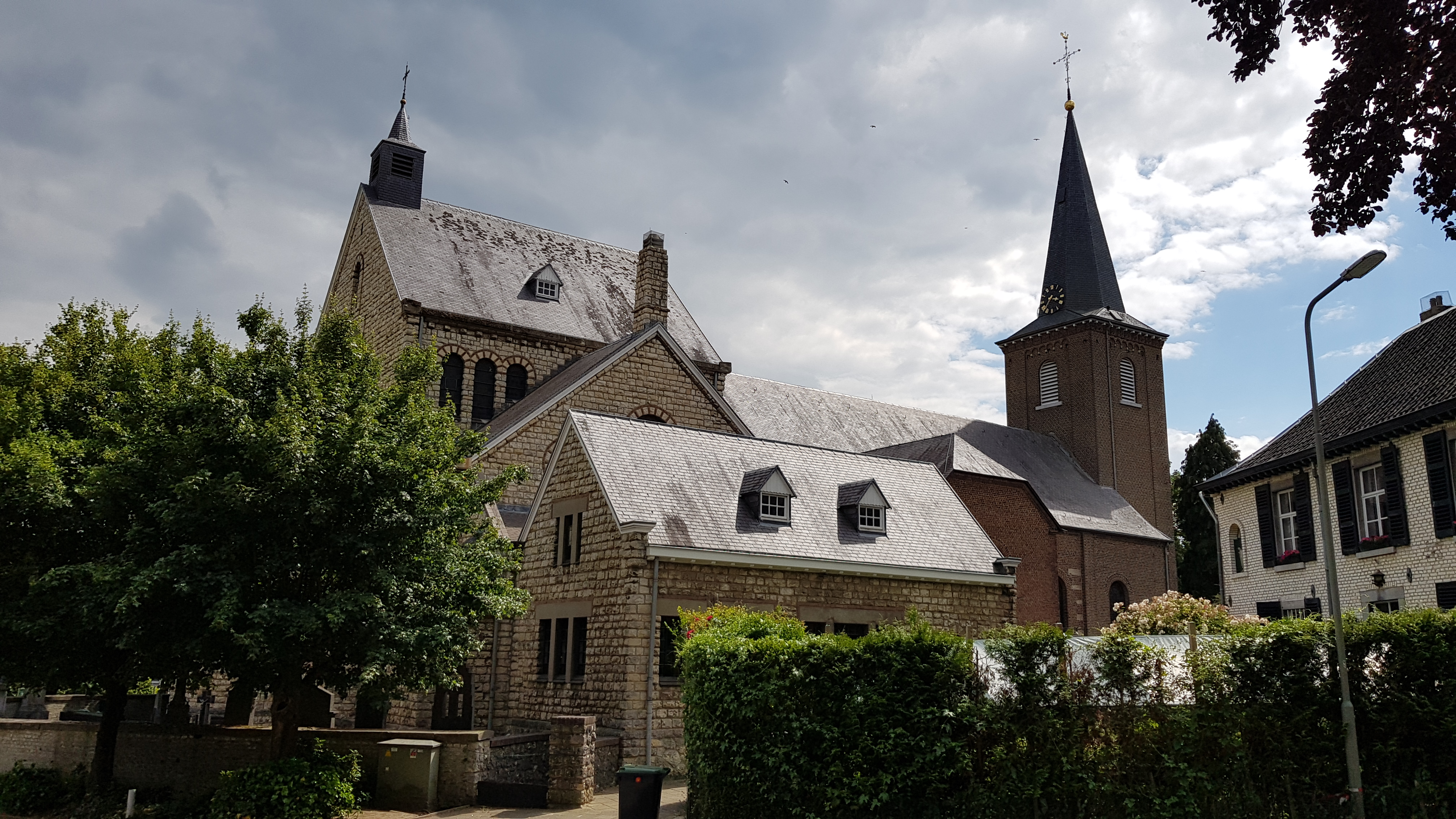